# 魏拯民烈士故居
魏拯民烈士故居，位于山西省长治市屯留区路村乡王村，是中华人民共和国山西省文物保护单位之一。
2021年8月4日，魏拯民烈士故居公布为第六批山西省文物保护单位，古遗址类，编号6-322，年代为1909年。